# گرندفادر (کارولینای شمالی)
گرنفادر (به انگلیسی: Grandfather) شهری در ایالت کارولینای شمالی کشور ایالات متحده آمریکا است که جمعیت آن در سرشماری سال ۲۰۱۰ میلادی، ۲۵ نفر بوده‌است.